# Cyphostemma camerounense
Cyphostemma camerounense är en vinväxtart som beskrevs av Descoings. Cyphostemma camerounense ingår i släktet Cyphostemma och familjen vinväxter. Inga underarter finns listade i Catalogue of Life.